# Cârțișoara
Cârțișoara (en hongrois : Kercisóra, en allemand : Oberkerz) est une commune du județ de Sibiu en Roumanie.